# Anouar el-Sadate
Pour les articles homonymes, voir Anouar el Sadate (navire) et Sadate (homonymie).
Anouar el-Sadate, transcrit également ʼAnwar as-Sādāt (en arabe : أنور السادات ; nom complet Mohamed Anouar el-Sadate (en arabe : محمد أنور السادات Muḥammad ʼAnwar as-Sādāt), prononcé en arabe égyptien [mæˈħæmmæd ˈʔɑnwɑɾ essæˈdæːt]), né le 25 décembre 1918 à Mit Abou al-Koum (en) et assassiné le 6 octobre 1981 au Caire, est un homme d'État égyptien.
Président de l'Assemblée nationale, vice-président de la République du général Gamal Abdel Nasser, il exerce les fonctions de président de la République de 1970 jusqu'à son assassinat, en 1981. Il occupe également le poste de président du Conseil par deux fois durant sa présidence. Son régime se caractérise par des pratiques autocratiques, telles que des rafles de centaines d'opposants et des persécutions contre la presse. Il est toutefois admiré par plusieurs pour sa visite surprise en Israël en novembre 1977, et sa décision de faire la paix avec ce pays. 
Il reçoit le prix Nobel de la paix en 1978, conjointement avec le Premier ministre israélien Menahem Begin pour son rôle dans les accords de Camp David.

## Biographie

### Origines familiales et études

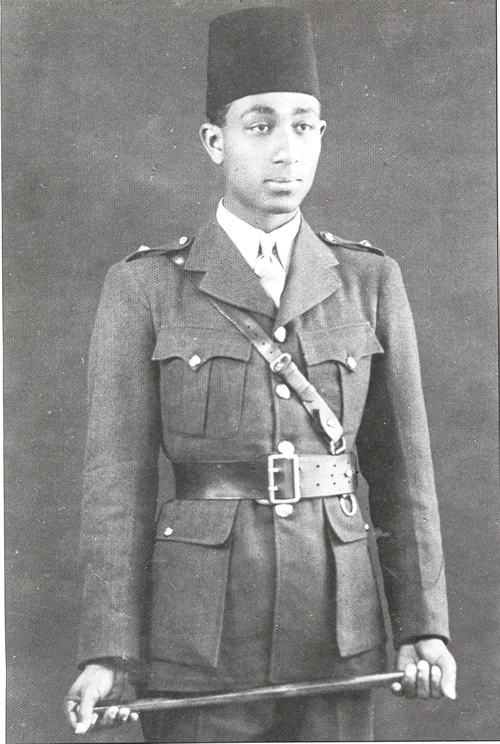
Sadate en 1936.

Sadate naît le 25 décembre 1918 à Mît Aboul-Kom, petit bourg du Delta du Nil situé à une soixantaine de kilomètres du Caire. Il est issu d'une famille pauvre comptant treize enfants. Son père, Anouar Mohammed El Sadate, est originaire de Haute-Égypte tandis que sa mère, Sit Al-Berain, est d'origine soudanaise.
En l'absence de ses parents (son père travaille au Soudan dans une unité médicale de l'armée anglo-égyptienne), le jeune Anouar est élevé pendant la majeure partie de ses premières années par sa grand-mère paternelle. Il connaît une enfance heureuse, en dépit de conditions matérielles très modestes. D'abord élève dans une école coranique, il fréquente pendant quelques mois un établissement copte. En 1925, il doit cependant quitter son village natal pour Le Caire où son père, rentré du Soudan, a décidé de réunir la famille. 
Il intègre la prestigieuse école secondaire du roi Fouad Ier mais ses résultats médiocres l'obligent à changer plusieurs fois d'établissement avant l'obtention de son diplôme du secondaire. En tant que lycéen, il participe à des manifestations contre la présence britannique ou le gouvernement et tente, sans succès, de devenir comédien. Grâce à l'intercession du médecin-major Fitzpatrick, une connaissance de son père, Sadate entre à l'académie militaire royale du Caire en octobre 1936 et en sort diplômé en février 1938 avec le grade de sous-lieutenant. À l'issue de ses études, il est affecté au corps des télécommunications.
En 1949, il épouse en secondes noces Jihane Safwat Raouf, qui devient par la suite une ardente défenseure des droits des femmes et des catégories défavorisées.

### Carrière militaire
En 1942, Sadate est emprisonné par les troupes britanniques pour les activités qu'il mène contre l'occupation britannique en animant un réseau d'espionnage en faveur de l'Afrika Korps, les Allemands ayant promis en cas de victoire de libérer l'Égypte.
En 1945, il se rapproche des Frères musulmans avec lesquels il participe à des attentats comme celui contre le ministre des Finances Amin Osman (en)[réf. non conforme]. Il est arrêté, passe trois ans en prison. Il est expulsé de l'armée en 1948, ne participe pas à la première guerre israélo-arabe, où l'Égypte figure parmi les perdants. Réintégré en 1950, il participe à la création de l'association clandestine du Mouvement des officiers libres dont le but est de libérer l'Égypte du contrôle britannique, et participe en juillet 1952 au coup d'État qui détrône le roi Farouk Ier.

### Débuts dans la politique avec Nasser

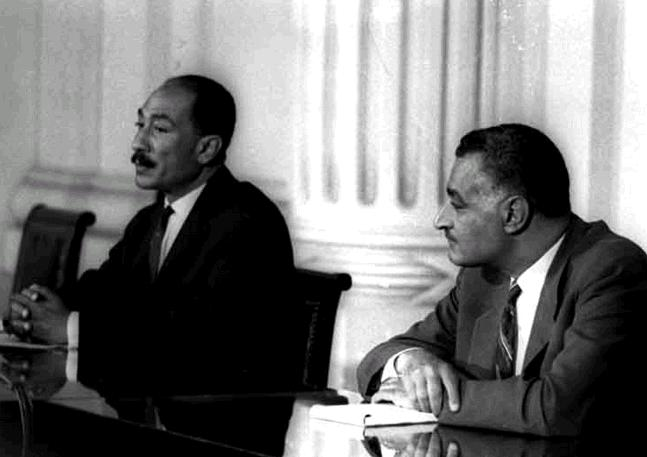
Anouar el-Sadate (à gauche) et Nasser à l'Assemblée nationale en 1964.

De 1960 à 1968, après avoir assumé quelques fonctions ministérielles dans le gouvernement égyptien, il devient président de l'Assemblée du peuple. Il est ensuite nommé vice-président de la République par le président Gamal Abdel Nasser le 20 décembre 1969.
Plus tard, il accusera ce dernier de manquer d'une vision claire pour l'évolution de l'Égypte et d'intérêt pour le bien-être des citoyens.

### Présidence de la République

#### Élection à la présidence
Le 28 septembre 1970, après la mort de Gamal Abdel Nasser, en sa qualité de vice-président, il devient président de la République par intérim.
Du fait de son teint foncé, il est victime de racisme dans son pays.
Le 5 octobre 1970, il est désigné par l'Union socialiste arabe — parti unique — comme candidat unique à la présidence de la République arabe unie. Sa désignation par le parti surprend les experts qui voyaient comme successeur possible à Nasser le prosoviétique Ali Sabri ou le pro-américain Zakaria Mohieddin. Henry Kissinger va jusqu’à déclarer à Golda Meir qu'Anouar el-Sadate est « un imbécile, un clown, un bouffon ».

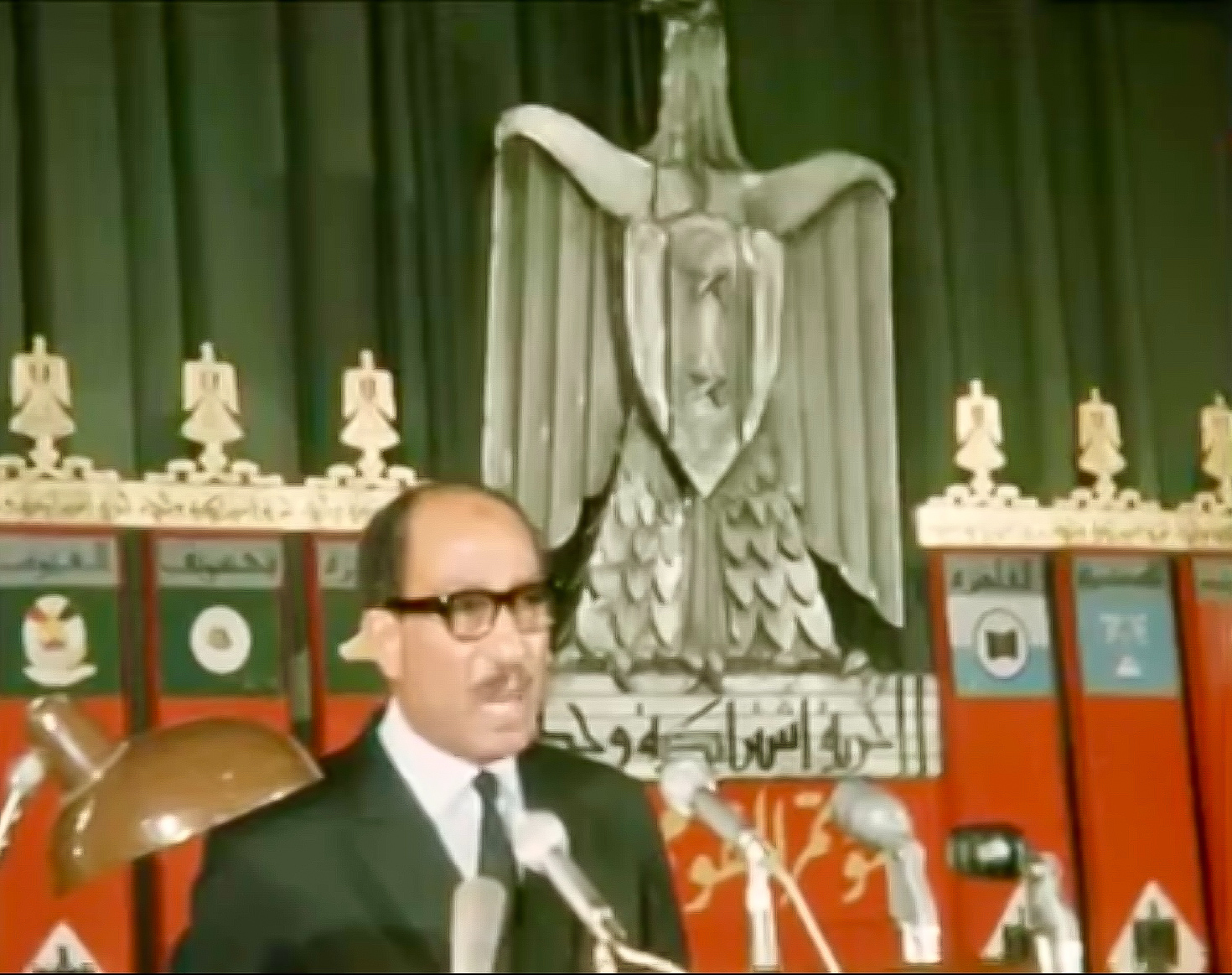
Sadate s'adressant à l'Union socialiste arabe en 1971

Le 15 octobre 1970, il est élu président de l’Égypte à la suite d'un referendum où il obtient 90 % des voix.
Décidé à réorienter la politique gouvernementale vers le capitalisme, il entre rapidement en conflit avec les ministres du gouvernement de Nasser. Ceux-ci sont arrêtés, ainsi que les chefs de l'armée, sous l'accusation de s’apprêter à mener un coup d’État.
Il choisit comme chef de gouvernement le pro-américain Aziz Sedki et fait renvoyer les conseillers militaires soviétiques d’Égypte le 18 juillet 1972. Par ailleurs, la religion obtient de nouveau une place prépondérante dans la société égyptienne. La loi islamique, la charia, devient la source de législation de l’État.

#### Guerre du Kippour

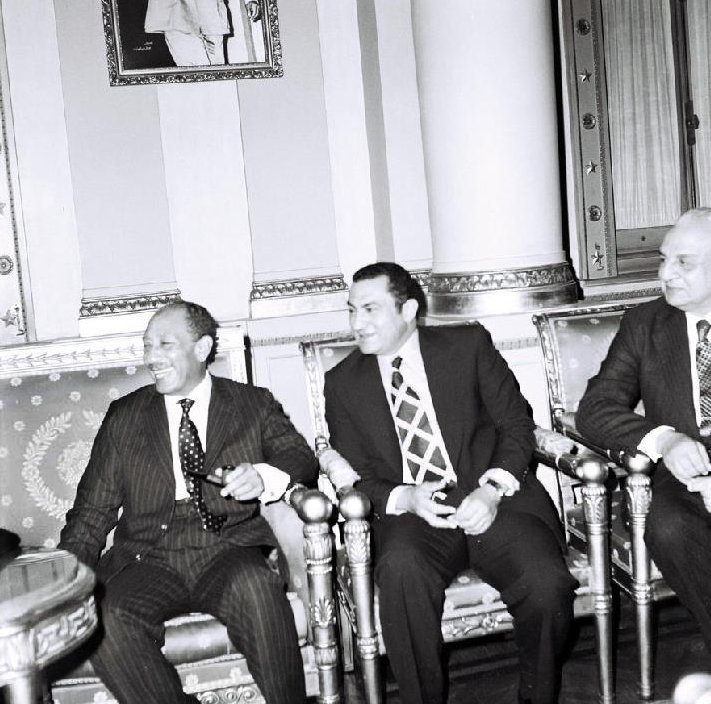
Sadate avec Hosni Moubarak au siège du Parlement égyptien (1977).

En 1973, Sadate, de concert avec la Syrie, mène l'Égypte dans la guerre du Ramadan / guerre du Kippour contre Israël pour tenter de reprendre le Sinaï perdu en 1967 lors de la guerre des Six Jours.
Il élabore dans ce but une manœuvre militaire afin de masquer ses plans en faisant passer ses mouvements de troupes le long du canal de Suez pour des exercices militaires, fréquents à l'époque dans l'armée égyptienne. Il met ainsi l'armée égyptienne dans une position favorable sans éveiller les soupçons israéliens. En parallèle, il s'assure suffisamment de soutien militaire et logistique, sans que ses alliés ne soient au courant du jour où l'armée passerait à l'offensive. Seul Hafez el-Assad, président syrien, est informé afin de mener une offensive coordonnée avec l'assaut égyptien.
Le 6 octobre, jour de Yom Kippour (jour du Grand Pardon, le jour le plus saint pour les Juifs), alors que Sadate ordonne le début des hostilités, avec l'opération Badr, l'état-major israélien est surpris et doit se rendre à l'évidence : malgré une nette supériorité militaire de Tsahal, les forces égyptiennes sont décidées à reprendre les territoires perdus en 1967, profitant de la diminution des effectifs du fait de la fête religieuse en Israël.
Même si l'effet escompté par Sadate est réussi, les Égyptiens tout comme les Syriens, ne peuvent contenir les contre-attaques israéliennes, qui repoussent l'armée syrienne sur le Golan, encerclent la 3e armée égyptienne, retraversent le canal de Suez et menacent le Caire. Finalement, un cessez-le-feu est négocié par les États-Unis et l'Union des républiques socialistes soviétiques, alliés respectifs d'Israël et de l'Égypte, et des pourparlers de désengagement peuvent alors débuter au Kilomètre 101 de la route Le Caire-Suez.

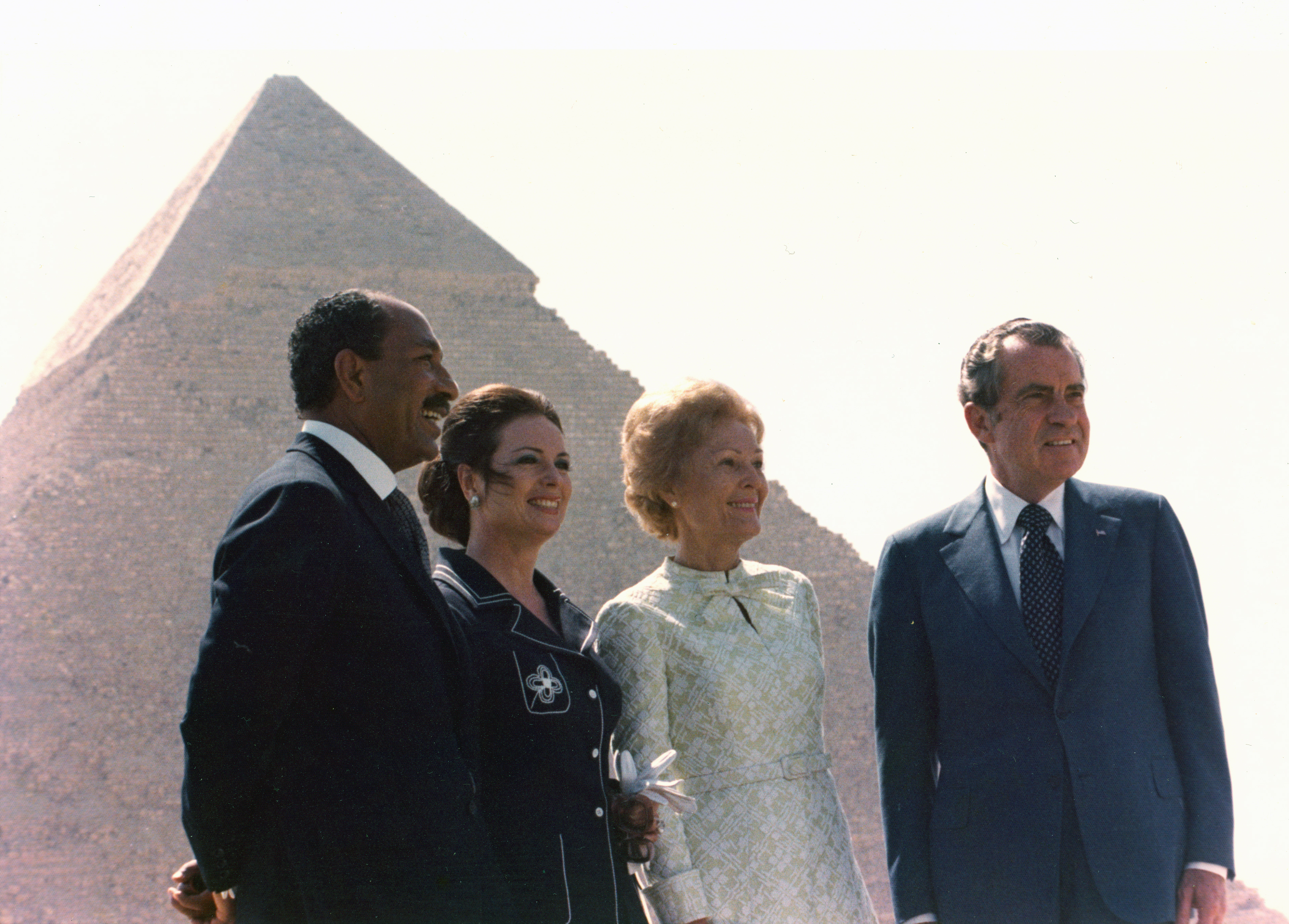
Anouar el-Sadate, accompagné de son épouse Jihane, avec Richard Nixon et son épouse, à la nécropole de Gizeh, la pyramide de Khéops est visible en arrière-plan (14 juin 1974).

Le sentiment général qui prédomine dans le monde arabe, et notamment en Égypte, est, paradoxalement, celui d'une grande victoire, en dépit de celle des Israéliens. Les Égyptiens ont de nouveau mis un pied dans le Sinaï, après en avoir été chassés en 1967. Anouar el-Sadate tire profit de cette situation et devient, à la suite de son rapprochement avec les Américains à la fin de la guerre du Kippour, un interlocuteur privilégié dans la région. Les Soviétiques perdent ainsi un de leurs alliés et la Syrie reste le dernier pays de la zone à leur être encore favorable. Cette dernière peut donc négocier avec Moscou en position de force.
Le monde arabe sort grandi de cette guerre car il a prouvé, grâce au soutien militaire d'une dizaine de pays de la région, dont l'Algérie, l'Irak ou la Jordanie, qu'il pouvait compter sur ses différents membres dans les moments difficiles. Le pétrole, utilisé comme une arme, lui a aussi permis de donner une tribune internationale à ce conflit en obligeant les superpuissances américaine et soviétique à intervenir. En Israël, même si la guerre a été gagnée militairement, elle a coûté la vie à 3 000 soldats, et le gouvernement se voit reprocher de ne pas avoir suffisamment anticipé l'attaque égypto-syrienne et d'avoir ainsi mis le pays en très fâcheuse posture pendant les tout premiers jours du conflit.

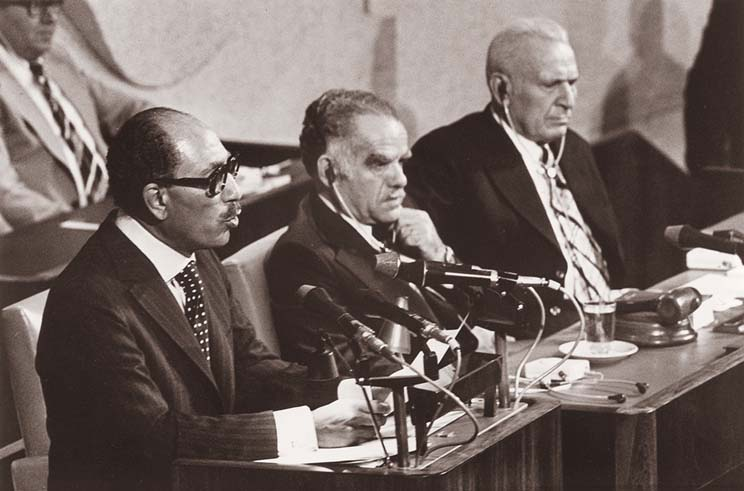
Sadate prononce un discours en arabe devant la Knesset (1977).

#### Accords de paix israélo-égyptiens
En juin 1977, le Likoud de Menahem Begin accéda au pouvoir en Israël, le Likoud préconisait dans son programme politique de négocier immédiatement avec les gouvernements arabes. Sadate proposa alors, de sa propre initiative, d'effectuer une visite officielle en Israël, afin de rechercher un accord de paix permanent et de régler la question du Sinaï (perdu lors de la guerre des Six Jours). Begin accepta la proposition. Le 19 novembre 1977, Sadate devint donc le premier dirigeant arabe à effectuer une visite officielle en Israël. Il y rencontra le premier ministre Menahem Begin et prit la parole devant la Knesset à Jérusalem. C'est une rencontre historique entre un ancien terroriste juif de l'Irgoun et un homme qui, quelques années plus tôt, voulait la destruction totale de l'Etat d'Israël. Les autorités du monde arabe ont très défavorablement réagi à cette visite de Sadate dans un État « voyou », symbole de l'impérialisme. Mais l'initiative de Sadate fut saluée en Occident, et le président égyptien a noué une amitié personnelle avec le premier ministre israélien. Avant cette rencontre, Sadate s'est dit « investi d'une mission divine » pour faire la paix avec les israéliens, l'idée lui serait venue lors d'un pèlerinage dans le Sinaï, il ne regrettera jamais son voyage.

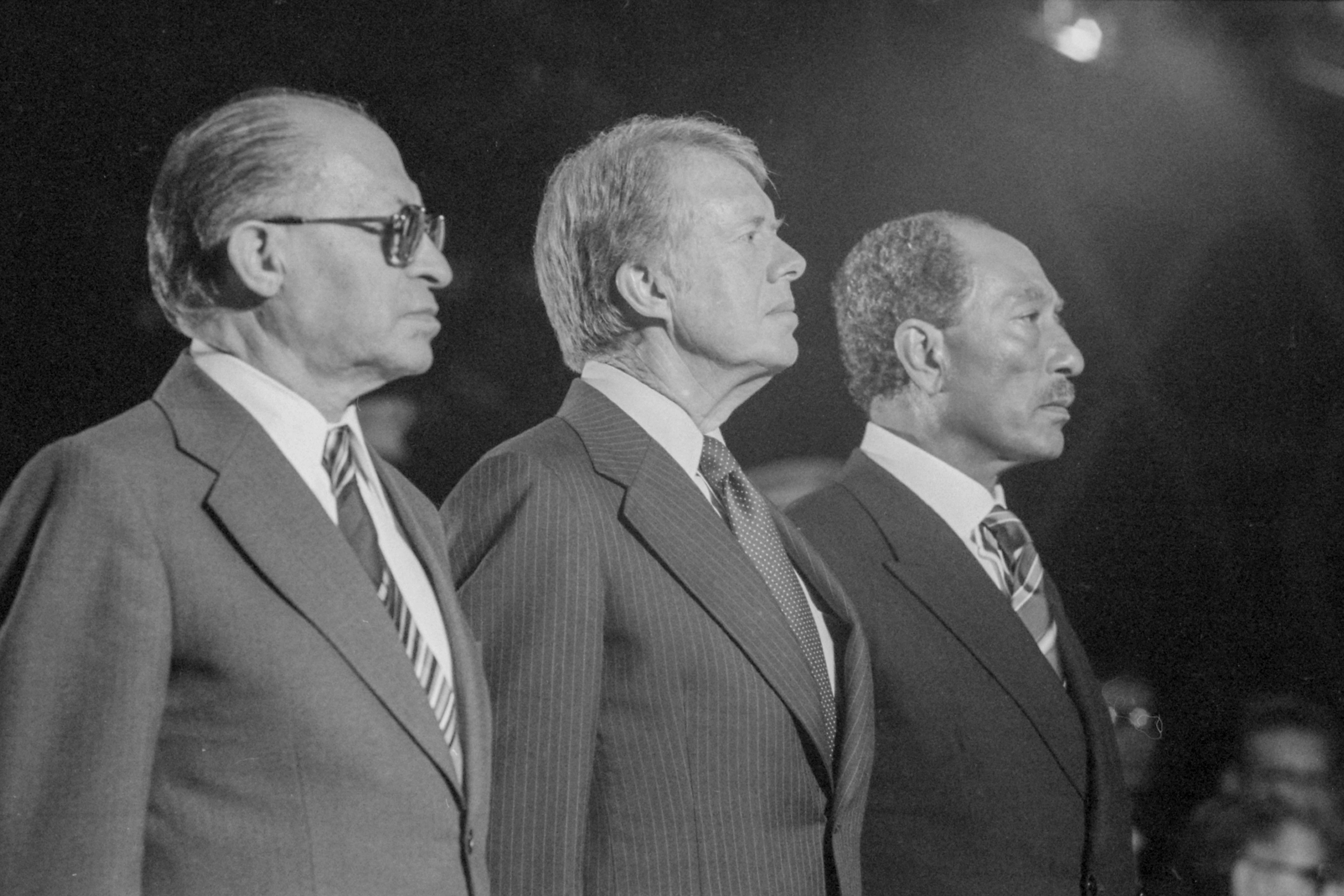
Menahem Begin, Jimmy Carter et Anouar el-Sadate en 1978, à Camp David.

Le 17 septembre 1978, les accords de Camp David sont signés à Washington en présence de Sadate, Begin et du président américain Jimmy Carter. Un mois plus tard, le 27 octobre, Sadate et Begin reçoivent le prix Nobel de la paix. Néanmoins, cet accord est extrêmement impopulaire dans le monde arabe et musulman. L'Égypte est alors la plus puissante des nations arabes et une icône du nationalisme arabe. De nombreux espoirs reposaient dans la capacité de l'Égypte à obtenir des concessions d'Israël pour les réfugiés, principalement palestiniens, dans le monde arabe. En signant les accords, Sadate fait défection aux autres nations arabes qui doivent désormais négocier seules. Son action est considérée comme une trahison du panarabisme de son prédécesseur Nasser, cela a détruit le front arabe uni. Les intégristes égyptiens, qu'il avait largement réhabilités, sont parmi les plus acharnés contre lui. 
En conséquence, l'Égypte est expulsée de la Ligue arabe le 31 mars 1979 tandis que ses relations diplomatiques avec les pays membres de la ligue sont suspendues, à l'exception du Soudan et du sultanat d'Oman.  

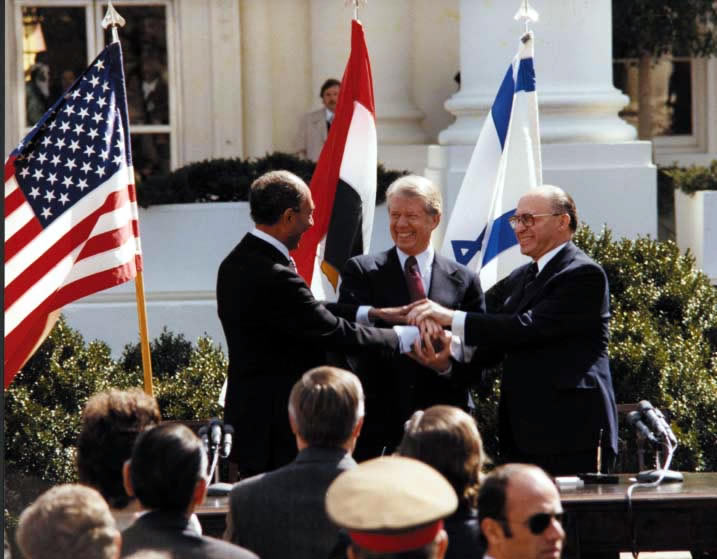
Sadate, Begin et Carter lors de la signature du traité de paix israélo-égyptien en 1979.

#### Politique intérieure
Sur le plan économique, il lance la politique de l'Infitah (ouverture) qui vise, en réduisant le rôle de l’État, à attirer les investissements étrangers et favorise les relations avec les États-Unis. Une classe de nouveaux riches se développe rapidement. En 1975, on compte plus de 500 millionnaires en Égypte mais plus de 40 % de la population vit sous le seuil de pauvreté et des bidonvilles se développent autour de la capitale. Par ailleurs, le pays accumule une dette monumentale durant les années de l'Infitah. Pour la restructurer, le FMI demande la suppression de toutes les subventions aux produits de base ce qui provoque des émeutes en janvier 1977. Le gouvernement fait intervenir l'armée, générant un nombre de victimes inconnu.
La réorientation de l’économie conduit Sadate à rechercher le soutien des élites rurales traditionnelles, dont l'influence avait décliné sous le nassérisme. Des paysans sont expulsés des terres contestées. Dans les villes, pour contrecarrer les organisations nasseriennes et marxistes, Sadate fait libérer des milliers de détenus islamistes et leur octroie des libertés politiques. En 1972, les autorités font transporter dans des véhicules de l’État des militants islamistes pour reprendre par la violence le contrôle des universités et les leaders étudiants de gauche sont arrêtés.
Confortée par cette alliance avec le pouvoir, la Gamaa al-Islamiya gagne en influence et la société égyptienne s’islamise, également en raison du renforcement des relations avec l'Arabie saoudite. Finalement, la Gamaa al-Islamiy se scinde en deux factions : l'une favorable au gouvernement de Sadate, souhaitant poursuivre cette islamisation par des réformes, et l'autre qui s'oriente vers le terrorisme. Dans les années 1980, le gouvernement favorise le départ des militants de cette seconde faction vers l'Afghanistan, avec le soutien financier de l'Arabie saoudite.

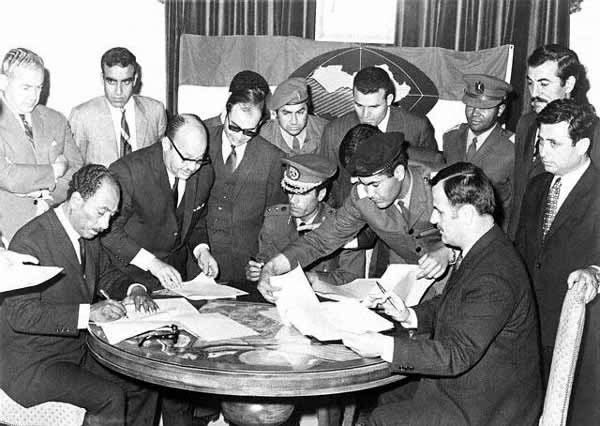
Sadate avec Hafez al-Assad et Mouammar Kadhafi signant la création de l'Union des Républiques arabes (1971).

### Assassinat
En septembre 1981, Sadate lance une offensive majeure contre les intellectuels et les activistes de tout le spectre idéologique. Sont ainsi emprisonnés ou écartés des socialistes, des nasséristes, des féministes, des islamistes, des professeurs d'université et des journalistes. Il fait également assigner le patriarche copte orthodoxe Chénouda III à résidence et emprisonne aussi un grand nombre de prêtres et évêques de son Église. Au total, 1 536 personnes sont arrêtées. Parallèlement, le soutien interne de Sadate disparaît sous la pression d'une crise économique, et en réaction à la violence de la répression des dissidents.

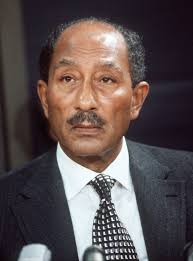
Anouar el-Sadate en 1978.

Le 6 octobre, un mois après la vague d'arrestations, Sadate est assassiné alors qu'il préside une parade militaire au Caire dans le quartier de Nasr City (en) par des membres de l'armée qui appartiennent à l'organisation du Jihad islamique égyptien, fondée par d'anciens membres des Frères musulmans. Ils s'opposaient à la négociation entamée par Sadate avec Israël ainsi qu'à son usage de la force durant l'opération de septembre. Une fatwa approuvant l'assassinat avait été émise par Omar Abdel Rahman, un imam qui sera par la suite inculpé par les États-Unis pour son rôle dans l'attaque à la bombe du World Trade Center le 26 février 1993. Des règles de retrait des munitions lors de la parade avaient été mises en place afin de parer à tout risque de révolte, mais les officiers chargés de leur application étaient en pèlerinage à La Mecque. Selon une estimation ultérieure du ministère de l'Intérieur, 70 % des militants de ce groupe avaient initialement été recrutés par les autorités pour soutenir la politique de Sadate. Le défilé est filmé et le déroulement de l'attentat est saisi par les caméras. 
Au passage des avions de combat Mirage, un camion de transport de troupes, simulant une panne, s'arrête devant la tribune présidentielle, le lieutenant Khalid Islambouli (qui avait vu son frère cadet Mohamed el-islambouli arrêté au cours d'une rafle d'islamistes) en sort, et se dirige vers le président. Sadate se tient debout pour recevoir son salut, lorsqu'Islambouli jette une grenade fumigène, signal de l'assaut. Les trois autres conjurés sortent alors du camion, lancent des grenades et tirent à l'aide de fusils d'assaut. Khalid Islambouli fait feu à plusieurs reprises sur le président égyptien, secondé par d'autres assaillants, au cri de : « Mort au Pharaon ! » Il sera par la suite jugé coupable de cet acte et exécuté en avril 1982. De nombreux dignitaires présents sont blessés, parmi lesquels James Tully, alors ministre irlandais de la Défense.
Dans la fusillade qui s'ensuit, sept personnes sont tuées, dont l'ambassadeur de Cuba et un évêque copte orthodoxe, et vingt-huit sont blessées. Sadate est aérotransporté dans un hôpital militaire où onze médecins l'opèrent. Il est déclaré mort deux heures après son arrivée à l'hôpital. Le vice-président Hosni Moubarak, qui a été blessé à la main durant l'attaque, lui succède. Un nombre record de dignitaires du monde entier se rendent aux funérailles de Sadate, incluant notamment les trois anciens présidents américains Gerald Ford, Jimmy Carter et Richard Nixon, mais en l'absence du président en exercice Ronald Reagan pour des raisons de sécurité. Le Premier ministre israélien Menahem Begin est présent. Aucun dirigeant arabe ni musulman n'assiste aux obsèques. Contrairement à ce qui s'était produit pour Nasser, en 1970, la cérémonie, très sobre, n'est pas perturbée par un débordement de foule : les autorités ont ordonné de tenir le peuple à l'écart, en faisant boucler les rues proches du monument au soldat inconnu. C'est aux côtés de la dépouille de ce dernier qu'est inhumé Anouar el-Sadate.

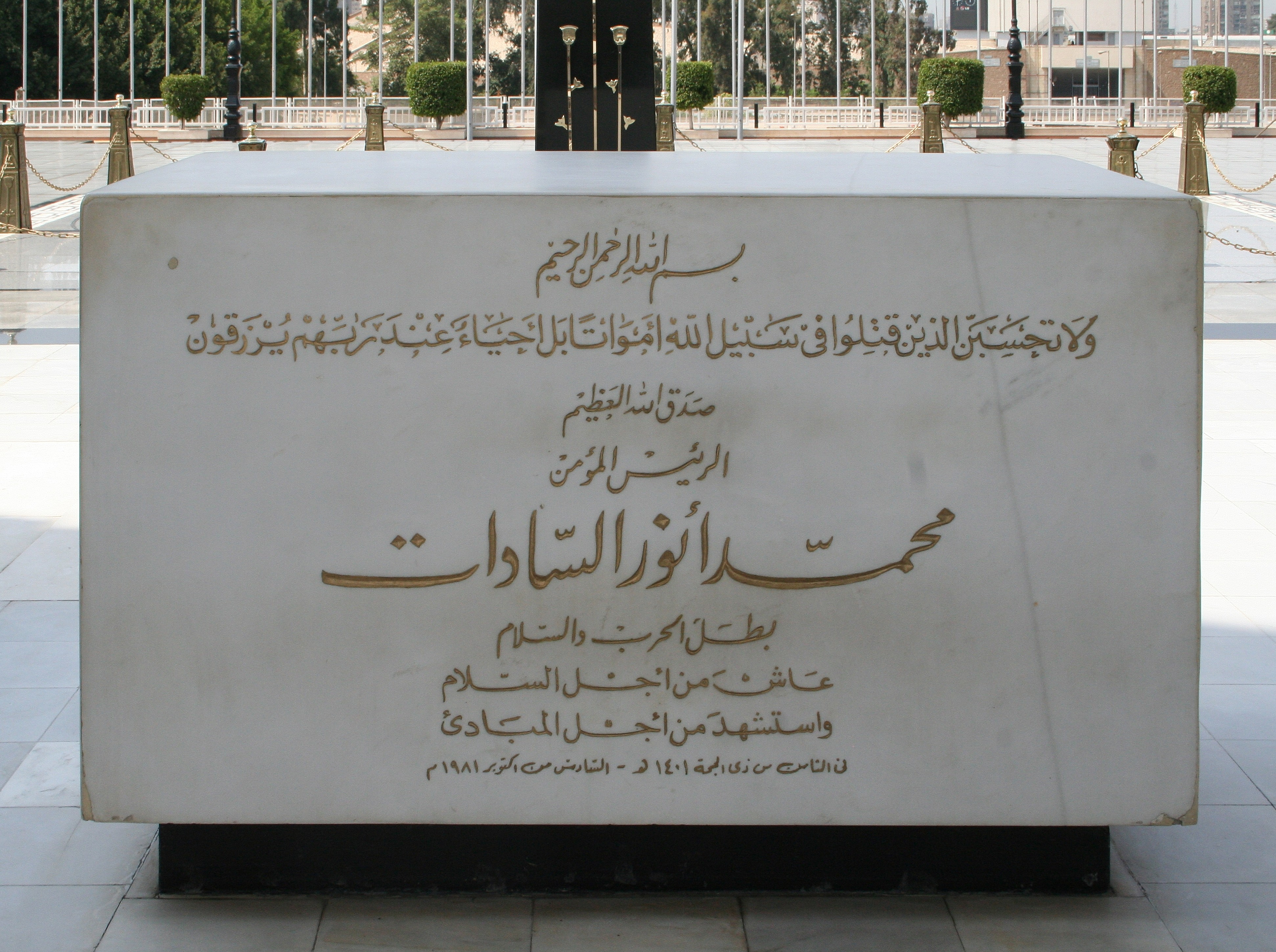
Tombeau d'Anouar el-Sadate dans le mausolée du Soldat inconnu, Le Caire.

## Hommages
Le nom d'Anouar el-Sadate a été donné à un BPC de la classe Mistral acheté par l'Égypte au groupe français DCNS.
Un buste en glaise d'Anouar el-Sadate fut réalisé par le sculpteur français Daniel Druet.
La chanteuse française d'origine italienne Dalida, née en Égypte, lui rend hommage avec une chanson, « Comment l'oublier » (1981).
Le chanteur Enrico Macias lui rend hommage avec une chanson, « Un berger vient de tomber » (1981).
Des rues « Anouar El Sadate » sont nommées en France, notamment dans les villes de Belfort et Arras. À Quimper une rue et un arrêt de bus se nomment « Président Sadate »  On trouve également un arrêt de bus nommé « Anouar El Sadate » à Aix-en-Provence.

## Décorations
Décorations égyptiennes
- Collier de l'ordre du Nil[27]
- Collier de l'ordre de la République
- Grand-croix de l'ordre égyptien du Mérite
- Classe majeur de l'ordre de la Vertu

Décorations étrangères
- Grand-croix de l'ordre de la Fidélité de l'Albanie (en) ( Albanie)
- Collier de l'ordre du roi Abdelaziz ( Arabie saoudite)
- Grande étoile de l'ordre du Mérite ( Autriche)
- Collier de l'ordre d'Isabelle la Catholique ( Espagne)[28]
- Médaille présidentielle de la Liberté ( États-Unis)
- Chevalier grand-croix au grand cordon de l'ordre du Mérite de la République italienne ( Italie)[29]
- Collier de l'ordre de Mubarak le Grand (en) ( Koweït)
- Chevalier grand commandeur de l'ordre du Défenseur du Royaume ( Malaisie)
- Collier de l'ordre de Ojaswi Rajanya (en) ( Népal)[30]
- Première classe de l'ordre de l’Étoile du Népal ( Népal)
- Grand cordon dans l'ordre des Omeyyades ( Syrie)
- Grand cordon de l'ordre de la République ( Tunisie)
- Grande Étoile de l'ordre de l'Étoile de Yougoslavie ( Yougoslavie)[31]

## Autres distinctions
- États-Unis : médaille d'or du Congrès.
- Suède : prix Nobel de la paix.

## Publications
Publications en arabe
- (ar) À la recherche de soi (البحث عن الذات)
- (ar) L'Histoire complète de la révolution (قصة الثورة كاملة)
- (ar) Nasser (يا ولدي هذا عمك جمال)
- (ar) Une révolution au bord du Nil (ثورة على النيل)
- (ar) La Base populaire (القاعدة الشعبية)
- (ar) Les Pages inconnues de la Révolution (الصفحات المجهولة للثورة)
- (ar) 30 mois en prison (ثلاثون شهرا في السجن)
- (ar) Les Secrets de la révolution égyptienne (أسرار الثورة المصرية)
- (ar) Le Sens de l'union nationale (معنى الاتحاد القومي)
- (ar) Vers une nouvelle renaissance (نحو بعث جديد)

Publications en anglais
- (en) Revolt on the Nile, New York, éd. The John Day Company (en), 1957.
- (en) In Search of Identity: An Autobiography, New York, éd. HarperCollins, 1978 (trad en français : À la recherche d’une identité, Paris, Fayard, 1978).
- (en) Those I Have Known, New York, éd. Continuum Intl Pub Group, 1984.